# بشتاب غروب
بشتاب غروب (انگلیسی: Hurry Sundown) فیلمی آمریکایی در سبک درام به کارگردانی اتو پرمینجر است که در سال ۱۹۶۷ منتشر شد.

## بازیگران
- مایکل کین
- جین فوندا
- فی داناوی
- دایان کارول
- جان فیلیپ لا
- بورگس مریدیت
- جرج کندی
- جیم بکوس
- مدلن شروود
- رکس اینگرام
- رابرت رید